# Ante Marković
Ante Marković, född 25 november 1924 i Konjic, Bosnien och Hercegovina (i dåvarande Kungariket Jugoslavien), död 28 november 2011 i Zagreb, var en kroatisk politiker och ekonom som var SFR Jugoslaviens siste premiärminister 1989-1991. Han var även president av delrepubliken Kroatien inom Jugoslavien 1986-1988.
Efter Jugoslaviens sammanbrott valde Markoivć att pensionera sig från politiken men var i början av 2000 ekonomisk rådgivare till Makedoniens regering. I slutet av Markovićs aktiva karriär som politiker grundade och ledde Marković Reformkrafternas förbund och Reformistpartiet.